# 이상한 관계
"이상한 관계"는 1983년에 개봉한 대한민국의 영화이다.

## 캐스팅
- 한소룡
- 이미숙
- 민복기
- 전숙
- 원용숙
- 석인수
- 한태일
- 한국남
- 한명환
- 서평석
- 남궁원 (특별출연)
- 신우철 (특별출연)
- 이민철 (특별출연)
- 안주희 (특별출연)